# 4. ulanski polk (Avstro-Ogrska)
Za druge 4. polke glejte 4. polk.
4. ulanski polk (izvirno nemško Galizisches Ulanen Regiment »Kaiser« Nr. 4; dobesedno slovensko: Galicijski ulanski polk »Cesar« št. 4) je bil konjeniški polk k.u.k. Heera.

## Zgodovina
Polk je bil ustanovljen leta 1813. 

### Prva svetovna vojna
Polkovna narodnostna sestava leta 1914 je bila sledeča: 65% Rutencev, 29% Poljakov in 6% drugih.
Naborni okraj polka je bil v Lvovu, pri čemer so bile polkovne enote garnizirane v Dunajskem Novem mestu.

## Poveljniki polka
- 1859: Eugen Piret de Bihain[6]
- 1865: Johann Nepomuk von Appel[7]
- 1879: Heinrich von Nauendorff[8]
- 1914: Ludwig Redlich[9]